# Margaretha von der Lippe
Margaretha von der Lippe (* 1525; † 7. Juni 1578) war Äbtissin im Stift Freckenhorst.

## Leben

### Herkunft und Familie
Margaretha von der Lippe wurde als Tochter des Grafen Simon zur Lippe und seiner zweiten Frau Gräfin Magdalene von Mansfeld geboren und wuchs mit ihren sechs Geschwistern (darunter Magdalena, Äbtissin in Herford) in einer uralten westfälischen Adelsfamilie auf. Ihre Großeltern waren Bernhard von der Lippe und Anna von Holstein-Schaumburg (Tochter des Otto von Schaumburg) sowie Gebhard von Mansfeld und Margaretha von Gleichen.

### Werdegang und Wirken
Nach Simons Tod übernahm der Landgraf Philipp von Hessen die Vormundschaft über Margaretha und nach dem Tod der Mutter im Jahre 1542 kam sie zur Erziehung an den landgräflichen Hof. Zu diesem Zeitpunkt war sie bereits Stiftsdame in Herford.
Ihr Großvater Graf Gebhard von Mansfeld hatte die Absicht, sie zu verheiraten und verlangte von den lippischen Landständen eine Fräuleinsteuer. Sein Plan ging nicht auf. Margaretha blieb im geistlichen Stand und wurde 1565 zur Äbtissin im Stift Herford gewählt. Hier war sie Koadjutorin ihrer Vorgängerin Anna von Limburg. Als in Freckenhorst die Äbtissin Agnes von Limburg-Styrum gestorben war, verhandelte eine Abordnung über die Bedingungen einer Amtsübernahme, die in einer Abmachung über die Wahlkapitulation endete. In dieser Erklärung verpflichtete sie sich, die katholische Religion einzuhalten und an den katholischen Zeremonien teilzunehmen. Es verwundert, dass Margaretha diese Bedingungen angenommen hat. Jedem Beteiligten war eigentlich klar, dass sie diese als Protestantin nicht einhalten würde.
Sie ließ sich das Recht offen, bei Bedarf zur Regelung von Angelegenheiten nach Herford zu reisen. Hiervon machte sie kurzerhand Gebrauch, als am 30. April 1572 eine Abordnung des Fürstbischofs zur Visitation anreiste. Die Überprüfung konnte wegen der Abwesenheit der Äbtissin nicht stattfinden und wurde in der Folgezeit auch nicht nachgeholt. Kurz zuvor, am 4. März 1572, war Margaretha vom protestantischen Borghorster Konvent zur Äbtissin bestimmt worden. Wegen der Vielzahl ihrer Ämter hat sie in Freckenhorst nur wenige Spuren hinterlassen. Möglicherweise stammt die Kirchturmspitze in heutiger Gestalt aus ihrer Amtszeit.
Margaretha wurde am 10. Juni 1578 in der Münsterkirche Herford beigesetzt.